# Искра-1085
«Искра 1085» — советский клон ZX Spectrum 48K с увеличенным до 64K ОЗУ. Разработан в 1980-х. Выпускался на производственном объединении «Счётмаш», город Курск.

## Описание
Построен на наборе микросхем Т34. В качестве ПЗУ используется две микросхемы КС573РФ4А. Компьютер имел встроенный трансформаторный блок питания. Выпускался в корпусе компьютера Искра 1080 Тарту, выпускавшегося тем же заводом с 1988 года и являвшегося оригинальной разработкой (не совместимым с другими компьютерами). В данной модели использовалась другая клавиатура (модифицирована пресс-форма), был убран цифровой блок и один светодиод.